# Adenandra coriacea
Adenandra coriacea är en vinruteväxtart som beskrevs av Martin Heinrich Karl von Lichtenstein. Adenandra coriacea ingår i släktet Adenandra och familjen vinruteväxter. Inga underarter finns listade i Catalogue of Life.